# Dálniční hlídka
Dálniční hlídka (v anglickém originále The Highwaymen) je americký dobový kriminální filmový thriller z roku 2019, který režíroval John Lee Hancock a scénář napsal John Fusco. Ve filmu hrají Kevin Costner a Woody Harrelson v rolích Franka Hamera a Maneyho Gaulta, dvou bývalých texaských rangerů, kteří se ve 30. letech 20. století pokoušejí vypátrat a dopadnout známé zločince Bonnie a Clydea. Dále hrají Kathy Bates, John Carroll Lynch, Kim Dickens, Thomas Mann a William Sadler.
Film byl mnoho let připravován do produkce, producent Casey Silver se projektem zabýval již v roce 2005. Fusco snímek původně navrhl jako možný projekt Paula Newmana a Roberta Redforda. Příprava filmu začala ve společnosti Universal Pictures, ale k jeho realizaci nikdy nedošlo. V únoru 2018 bylo oznámeno, že práva na film převzala společnost Netflix a že Costner a Harrelson budou hrát hlavní role. Natáčení probíhalo ještě téhož měsíce a v březnu, natáčelo se v okolí Louisiany a na několika historických místech, včetně silnice, kde byli Bonnie a Clyde zabiti.
Snímek měl 15. března 2019 omezenou premiéru v kinech ve Spojených státech, poté byl 29. března 2019 uveden na Netflixu. Od kritiků získal smíšené hodnocení.

## Děj
V roce 1934, po dvou letech na útěku, Bonnie Parkerová a Clyde Barrow osvobodí několik vězňů z texaské věznice Eastham. Náčelník Texaského vězeňského oddělení Lee Simmons přesvědčí guvernérku "Ma" Fergusonovou, aby najala bývalého Texas Rangera Franka Hamera, který má uprchlíky vystopovat.
Po krvavé přestřelce v Missouri Hamer neochotně opouští důchod a přibírá ke spolupráci svého bývalého partnera, Bena Gaulta. Díky odposlechům FBI zjistí, že se Bonnie a Clyde vracejí do Dallasu. Sledují Bonnieinu matku a zachytí vzkaz v lahvi naznačující další plánovaný přesun. FBI však věří, že se dvojice nachází v Brownsville.
Gang mezitím zabije dva policisty. Hamer a Gault navštíví místo činu a zjišťují, že Bonnie má králíka – možný dárek pro rodinu. Pokračují ve stopě přes Oklahomu a Kansas, kde znovu narazí na Bonnie a Clyda, ale dav jejich fanoušků jim pomůže uniknout.
Další stopa je vede zpět do Dallasu, kde zjistí, že Bonnieina rodina obdržela králíka. Hamer se setkává s Clydeovým otcem, který přiznává, že jeho syna nelze zastavit jinak než násilím. Policie propustí vězně Wadea McNabba, aby nalákala gang do pasti, ale McNabb je zavražděn dřív, než stihne cokoli prozradit.
Hamer a Gault se vracejí k teorii, že "zločinci se vždy vrací domů", a zaměřují se na rodinu člena gangu Henryho Methvina v Louisianě. Jeho otec Ivy prozradí, že se Bonnie a Clyde brzy vrátí. Společně s místními šerify připraví past na cestě k jeho domu.
Když Bonnie a Clyde zastaví, aby pomohli Ivyho údajně rozbitému autu, policisté je vyzvou, aby zvedli ruce. Místo toho se chystají tasit zbraně, ale jsou okamžitě zastřeleni. Jejich prostřílené auto je odtaženo do města, kde se kolem něj shromáždí dav. Hamer a Gault odmítnou peníze za rozhovor a odjíždějí domů, přičemž Hamer konečně dovolí Gaultovi řídit.